# Lijst van afleveringen van The Dick Powell Show
Dit is een lijst met afleveringen van de Amerikaanse televisieserie The Dick Powell Show. De serie telt twee seizoenen. Een overzicht van alle afleveringen is hieronder te vinden.

## Seizoen 1
| Nr. | Titel aflevering           | Uitzenddatum VS   |
| --- | -------------------------- | ----------------- |
| 1   | Who Killed Julie Greer?    | 26 september 1961 |
| 2   | Ricochet                   | 3 oktober 1961    |
| 3   | Killer in the House        | 10 oktober 1961   |
| 4   | John J. Diggs              | 17 oktober 1961   |
| 5   | Doyle Against the House    | 24 oktober 1961   |
| 6   | Out of the Night           | 31 oktober 1961   |
| 7   | Somebody's Waiting         | 7 november 1961   |
| 8   | The Geetas Box             | 14 november 1961  |
| 9   | Goodby, Hannah             | 21 november 1961  |
| 10  | Up Jumped the Devil        | 28 november 1961  |
| 11  | Three Soldiers             | 5 december 1961   |
| 12  | A Swiss Affair             | 12 december 1961  |
| 13  | The Fifth Caller           | 19 december 1961  |
| 14  | Open Season                | 26 december 1961  |
| 15  | Death in a Village         | 2 januari 1962    |
| 16  | The Time to Die            | 9 januari 1961    |
| 17  | The Price of Tomatoes      | 16 januari 1962   |
| 18  | Obituary for Mr. X         | 23 januari 1962   |
| 19  | Squadron                   | 30 januari 1962   |
| 20  | The Prison                 | 6 februari 1962   |
| 21  | Seeds of April             | 13 februari 1962  |
| 22  | The Legend                 | 20 februari 1962  |
| 23  | The Hook                   | 6 maart 1962      |
| 24  | View from the Eiffel Tower | 13 maart 1962     |
| 25  | 330 Independence SW        | 20 maart 1962     |
| 26  | The Clocks                 | 27 maart 1962     |
| 27  | Safari                     | 27 maart 1962     |
| 28  | The Boston Terrier         | 10 april 1962     |
| 29  | No Strings Attached        | 24 april 1962     |
| 30  | Savage Sunday              | 1 mei 1962        |

## Seizoen 2
| Nr. | Titel aflevering                     | Uitzenddatum VS   |
| --- | ------------------------------------ | ----------------- |
| 1   | Special Assignment                   | 25 september 1962 |
| 2   | Tomorrow, the Man                    | 2 oktober 1962    |
| 3   | Run Till It's Dark                   | 9 oktober 1962    |
| 4   | The Doomsday Boys                    | 16 oktober 1962   |
| 5   | The Sea Witch                        | 23 oktober 1962   |
| 6   | The Great Anatole                    | 30 oktober 1962   |
| 7   | Days of Glory                        | 13 november 1962  |
| 8   | In Search of a Son                   | 20 november 1962  |
| 9   | Borderline                           | 27 november 1962  |
| 10  | Pericles on 31st Street              | 12 april 1962     |
| 11  | The Court Martial of Captain Wycliff | 11 december 1962  |
| 12  | Crazy Sunday                         | 18 december 1962  |
| 13  | The Big Day                          | 25 december 1962  |
| 14  | The Honorable Albert Higgins         | 1 januari 1963    |
| 15  | Project X                            | 8 januari 1963    |
| 16  | The Losers                           | 15 januari 1963   |
| 17  | Everybody Loves Sweeney              | 22 januari 1963   |
| 18  | The Rage of Silence                  | 29 januari 1963   |
| 19  | The Judge                            | 5 februari 1963   |
| 20  | Luxury Liner                         | 12 februari 1963  |
| 21  | Apples Don't Fall Far                | 19 februari 1963  |
| 22  | Tissue of Hate                       | 26 februari 1963  |
| 23  | Thunder in a Forgotten Town          | 5 maart 1963      |
| 24  | Colossus                             | 12 maart 1963     |
| 25  | Charlie's Duet                       | 19 maart 1963     |
| 26  | The Third Side of the Coin           | 26 maart 1963     |
| 27  | Epilogue                             | 2 april 1963      |
| 28  | The Last of the Big Spenders         | 16 april 1963     |
| 29  | The Old Man and the City             | 23 april 1963     |
| 30  | The Last of the Private Eyes         | 30 april 1963     |